# Bhunamanásana
Bhunamanásana (भूनमनासन) neboli „pozdrav Zemi“ je jednou z rotačních (spinálních) ásan.

## Postup
1. Vychází se z pozice sedu, trup se vytočí doprava a obě dlaně položí na podložku vedle sebe.
2. Pokrčí se lokty a přiblíží se trup k podložce,. Obě sedací kosti se nezvedají z podložky. Pohled směřuje přímo pod sebe do podložky.
3. S nádechem cvičenec  narovnává páteř, ale stále obě sedací kosti jsou na podložce.
4. Návrat s hlubokým nádechem, vytáhne se tělo vzhůru do sedu a opakuje se cvičení na druhou stranu.